# Johannes Zeegers
Joannes Zeegers ( Eindhoven, 25 augustus 1740 - aldaar, 9 januari 1808 ) was in 1784 en 1785 burgemeester van Eindhoven.
Zeegers werd geboren als zoon van burgemeester Franciscus Zeegers en Joanna Roefs. In zijn tijd had Eindhoven steeds twee burgemeesters, die voor een jaar werden benoemd. Zeegers was tegelijk met Hendrik Joosten burgemeester van Eindhoven. Hij stierf ongehuwd.